# Corrèze (departament)
Corrèze (wymowaⓘ) – departament Francji, oznaczony numerem 19. Utworzony został podczas rewolucji francuskiej 4 marca 1790. Nazwę bierze od rzeki Corrèze.
Ośrodkiem administracyjnym (prefekturą) departamentu jest miasto Tulle, a największym miastem – Brive-la-Gaillarde. W 2010 departament zamieszkiwało 243 551 mieszkańców.
W 2023 roku w skład departamentu wchodziło 279 gmin (lista).

## Miejscowości
Największe miejscowości departamentu (w nawiasach liczba ludności w 2021 roku):

- Brive-la-Gaillarde (46 599)
- Tulle (13 992)
- Ussel (9159)
- Malemort (8027)
- Saint-Pantaléon-de-Larche (4883)
- Égletons (4293)
- Ussac (4253)
- Allassac (4019)
- Objat (3699)
- Cosnac (3026)
- Argentat-sur-Dordogne (2869)
- Uzerche (2798)
- Donzenac (2705)
- Bort-les-Orgues (2541)
- Varetz (2462)
- Naves (2337)
- Meymac (2279)
- Lubersac (2253)
- Sainte-Féréole (2040)
- Saint-Viance (1884)
- Seilhac (1797)
- Sainte-Fortunade (1788)
- Cublac (1726)
- Larche (1641)
- Neuvic (1627)
- Laguenne-sur-Avalouze (1553)
- Mansac (1511)
- Chameyrat (1504)